# صندوق فاسد
صندوق فاسد (انگلیسی: Slush fund)، صندوق یا حسابی است که برای درآمدها و هزینه‌های متفرقه استفاده می‌شود، به‌ویژه زمانی که اینها فاسد یا غیرقانونی هستند.